# Cynoglossinae
Sous-famille
Les Cynoglossinae sont une sous-famille de poissons pleuronectiformes (c'est-à-dire des poissons plats ayant des côtés dissemblables).

## Liste des genres
Selon World Register of Marine Species (29 mars 2020) :
- genre Cynoglossus Hamilton, 1822
- genre Paraplagusia Bleeker, 1865